# English-only movement
L'English-only movement, également appelé « Official English movement » par ses partisans, est un mouvement politique pour l'usage unique de la langue anglaise dans les affaires publiques à travers l'établissement de l'anglais comme langue officielle unique des États-Unis. Le mouvement a connu plusieurs incarnations sans rapport entre elles au cours de l'histoire américaine.

## Citations favorables au mouvement
En 1914, le président Theodore Roosevelt déclara : « Il n'y a de place que pour une seule langue dans notre pays, et cette langue c'est l'anglais, car nous comptons bien que le creuset fera de notre peuple des Américains, de nationalité américaine, et non des sortes de locataires dans une pension de famille polyglotte ».
U.S. English, un groupe qui plaidait pour l'anglais comme langue officielle résuma ainsi sa conviction : « L'accès de l'anglais au statut de langue officielle donnera aux immigrants des possibilités supplémentaires  pour apprendre l'anglais et le parler, et c'est l'outil le meilleur et le plus efficace dont ils doivent disposer pour réussir ».

## Les premiers mouvements English-only
En 1803, à la suite de l'achat de la Louisiane, les États-Unis y trouvent une population francophone. Après la guerre américano-mexicaine, ils acquièrent des territoires sur lesquels vivaient 75 000 personnes de langue espagnole outre quelques peuples qui parlaient des langues indigènes. 
En 1847, une loi autorise l'instruction en français et en anglais dans les écoles publiques de Louisiane. En 1849, la constitution de la Californie reconnaît les droits de la langue espagnole. 
Les droits du français sont supprimés après la guerre de Sécession. En 1868, la commission de paix indienne recommande une scolarisation exclusivement en anglais pour les indigènes. En 1878-1879, la constitution de la Californie est ainsi récrite : « Toutes les lois de l'État de Californie, tous les écrits officiels, et les procédures exécutives, législatives et judiciaires ne se dérouleront, ne seront enregistrés, et ne seront publiés dans aucune autre langue que l'anglais ».
À la fin des années 1880, le Wisconsin et l'Illinois adoptent des lois pour un enseignement exclusivement en anglais aussi bien dans les écoles paroissiales que dans les écoles publiques. 
En 1896, sous le gouvernement de la République d'Hawaï, l'anglais devient la langue unique de scolarisation pour les enfants hawaïens. Après la guerre hispano-américaine, l'anglais est déclaré « langue officielle du domaine scolaire » à Porto Rico. De la même manière, il est déclaré langue officielle aux Philippines, après la révolution philippine. 
Pendant la Première Guerre mondiale, une vaste campagne contre l'utilisation de l'allemand aux États-Unis a lieu, notamment par l'élimination dans les bibliothèques des livres dans cette langue. Une autre mesure a lieu en Australie, où le gouvernement de l'État d'Australie-Méridionale adopte le Nomenclature Act de 1917 aux termes duquel 69 villes, faubourgs ou régions qui portaient des noms allemands sont ainsi rebaptisés. Une mesure similaire est appliquée au Canada en renommant par exemple la ville de Berlin en Kitchener.